# Polidor de Rodes
Polidor de Rodes (en llatí Polydorus, en grec antic Πολύδωρος) fou un destacat escultor grec nadiu de l'illa de Rodes.
Va ser un dels associats amb Agesandre en l'execució del famós grup de Laocoont, i no es descarta que pogués ser el fill d'Agesandre, ja que hi ha la tradició que aquest escultor va fer el Laocoont i els seus fills les estàtues dels fills del sacerdot d'Apol·lo. La seva època no està ben establerta, però es pensa que hauria viscut al segle II aC. Plini el Vell menciona un artista del mateix nom, que treballava el bronze i feia estàtues d'athletas et armatos et venatores sacrificantesque. També diu que el seu nom apareix en una inscripció de les Estàtues de Sperlonga. (Naturalis Historia XXXIV. 8. s. 19. § 34).